# Къщата с маймунката
Къщата с маймунката на Никола Коюв е възрожденска къща в центъра на Велико Търново.
Построена е от Уста Кольо Фичето през 1849 година. Името на къщата идва от поставената високо над приземния етаж скулптура на маймуна.
В тази къща живее известният търновски възрожденец и колекционер на български старини Стефан Пенев Ахтар (ок. 1806 – 1860), който открива и съхранява за науката единия от двата достигнали до нас преписи на Бориловия синодик.
Къщата е архитектурен паметник и е превърната в музей. Тя е сред символите на Велико Търново. Намира се в централната част на града, в самото начало на живописната Самоводска чаршия.